# Rtkovo
Rtkovo (em cirílico:Ртково) é uma vila da Sérvia localizada no município de Bor, pertencente ao distrito de Bor, na região de Ključ. A sua população era de 1012 habitantes segundo o censo de 2002.

## Demografia
| 1948  | 1953  | 1961  | 1971  | 1981  | 1991  | 2002  |
| ----- | ----- | ----- | ----- | ----- | ----- | ----- |
| 1 771 | 1 821 | 1 764 | 1 671 | 1 718 | 1 553 | 1 012 |